# Émile Friess
Émile Friess (Hœnheim, 24 febbraio 1901 – Strasburgo, 25 aprile 1993) è stato un calciatore francese, di ruolo portiere.

## Carriera

### Club
- 1921-1922 - AS Strasburgo [1][3][4][5]
- 1926-1933 - FC Mulhouse[1][3][4][5]

### Nazionale
Ha collezionato due presenze con la propria Nazionale

## Statistiche

### Cronologia presenze e reti in Nazionale
| Cronologia completa delle presenze e delle reti in nazionale ― Francia | Cronologia completa delle presenze e delle reti in nazionale ― Francia | Cronologia completa delle presenze e delle reti in nazionale ― Francia | Cronologia completa delle presenze e delle reti in nazionale ― Francia | Cronologia completa delle presenze e delle reti in nazionale ― Francia | Cronologia completa delle presenze e delle reti in nazionale ― Francia | Cronologia completa delle presenze e delle reti in nazionale ― Francia | Cronologia completa delle presenze e delle reti in nazionale ― Francia |
| Data                                                                   | Città                                                                  | In casa                                                                | Risultato                                                              | Ospiti                                                                 | Competizione                                                           | Reti                                                                   | Note                                                                   |
| ---------------------------------------------------------------------- | ---------------------------------------------------------------------- | ---------------------------------------------------------------------- | ---------------------------------------------------------------------- | ---------------------------------------------------------------------- | ---------------------------------------------------------------------- | ---------------------------------------------------------------------- | ---------------------------------------------------------------------- |
| 15-1-1922                                                              | Colombes                                                               | Francia                                                                | 2 – 1                                                                  | Belgio                                                                 | Amichevole                                                             | -1                                                                     |                                                                        |
| 30-4-1922                                                              | Bordeaux                                                               | Francia                                                                | 0 – 4                                                                  | Spagna                                                                 | Amichevole                                                             | -4                                                                     |                                                                        |
| Totale                                                                 |                                                                        | Presenze                                                               | 2                                                                      |                                                                        | Reti                                                                   | -5                                                                     |                                                                        |